# Adrenaline
Adrenaline – debiutancki album amerykańskiej grupy Deftones, wydany 3 października 1995 roku nakładem Maverick Records.
Na okładce płyty widnieje zdjęcie przedstawiające gruszkę medyczną.

## Lista utworów
Opracowano na podstawie informacji zawartych we wkładce do płyty.
| Nr  | Tytuł utworu          | Długość |
| --- | --------------------- | ------- |
| 1.  | „Bored”               | 4:06    |
| 2.  | „Minus Blindfold”     | 4:04    |
| 3.  | „One Weak”            | 4:29    |
| 4.  | „Nosebleed”           | 4:26    |
| 5.  | „Lifter”              | 4:43    |
| 6.  | „Root”                | 3:41    |
| 7.  | „7 Words”             | 3:44    |
| 8.  | „Birthmark”           | 4:19    |
| 9.  | „Engine No. 9”        | 3:25    |
| 10. | „Fireal”              | 6:36    |
| 11. | „Fist” (hidden track) | 3:35    |
|     |                       | 47:08   |

## Twórcy
Opracowano na podstawie informacji zawartych we wkładce do płyty.
Skład zespołu
- Chino Moreno – śpiew, teksty utworów[5]
- Stephen Carpenter – gitara
- Chi Cheng – gitara basowa, śpiew
- Abe Cunningham – perkusja

Wszyscy czterej członkowie grupy byli autorami muzyki na płycie.
Pozostali
- Terry Date – współprodukcja muzyczna wraz z zespołem
- Ross Robinson – produkcja utworu „Fist”
- Terry Date, Ulrich Wild – nagranie
- Terry Date – miksowanie
- Tom Smurdy – drugi asystent
- Ted Jensen – miksowanie w Sterling Sound (Nowy York)
- Guy Oseary – A&R
- Victor Bracke – zdjęcie na okładce
- Michelle Shuman, Rick Kosick, Julia Carroll – zdjęcia

## Single
- „7 Words” – Maverick Records, 1995
- „Bored” – Maverick Records, 1996

## Teledyski
- 1995 - „7 Words” – reż. Chris Burns
- 1996 - „Bored” – reż. Nick Egan
- 1996 - „Engine No. 9” - reż. Nick Lambrou
- 1996 - „Root” - reż. Nick Lambrou